# Palacio de los marqueses del Carpio (Córdoba)
El palacio de los marqueses del Carpio es una casa fortaleza situada en Córdoba (España), localizada en la calle San Fernando y la calle Cabezas, muy cerca del arco del Portillo, formando parte de las murallas que separarían lo que sería la antigua Medina y la Axerquía de la ciudad.

## Historia y descripción
El origen de este palacio se remonta a la época del rey Fernando III quien hizo donación de este edificio a la familia Méndez de Sotomayor, a quien nombró señores del Carpio y que en el siglo XVI pasaron a ser marqueses del Carpio, con el fin de defender y vigilar la muralla tras la conquista de Córdoba en 1236. Así, el palacio surgió inicialmente como transformación de una torre de la muralla que separaba la Medina de la Axerquía. 
En 1688 el marquesado del Carpio quedó adscrito a la Casa de Alba por casamiento de Catalina de Haro y Enríquez, VIII marquesa del Carpio, con Francisco Álvarez de Toledo y Silva, X duque de Alba, por lo que han sido propietarios del inmueble desde entonces.
Es el prototipo de las grandes residencias solariegas del siglo XV. Sólo su zona ajardinada de la parte delantera parece contrarrestar su aspecto de fortaleza defensiva, dominada por un torreón almenado.
Esta casa contiene un patio de estética neoárabe y restos de una casa romana en sus sótanos, como ejemplo de las distintas civilizaciones que han poblado Córdoba. La actual configuración del edificio se debe a la compra de diversos solares durante el siglo XX. En 1933 se le encarga al arquitecto madrileño Casto Fernández-Shaw la construcción de una piscina y mejoras en la estructura, como la apertura de la muralla hacia la calle San Fernando.